# Astrobotic Technology
Astrobotic Technology, Inc. è una compagnia privata americana, con sede a Pittsburgh, Pennsylvania, attiva nel settore della robotica spaziale per missioni lunari e planetarie. Fu fondata nel 2007 da Carnegie Mellon e Red Whittaker, con l'obiettivo di vincere il Google Lunar X Prize.
Il primo lancio del suo lander lunare Peregrine era previsto per luglio 2021 su un razzo Vulcan Centaur, ma è stato rinviato prima al 2022, poi, a causa dei ritardi dello sviluppo del vettore, al 2023 e infine al gennaio 2024.
L'11 luglio 2020, Astrobotic ha firmato un secondo contratto da 199.5 milioni di dollari, nell'ambito del programma Commercial Lunar Payload Services, per inviare il rover VIPER della NASA nel 2023 tramite il lander Griffin, tuttavia il lancio è stato nuovamente rinviato a novembre 2024.

## Prodotti

### Peregrine Mission One
Il lander Peregrine è stato selezionato tramite il Commercial Lunar Payload Services (CLPS) della NASA. È stato lanciato all'inizio del 2024 dalla United Launch Alliance (ULA) a bordo di un veicolo di lancio Vulcan Centaur. Il lander trasporta più carichi utili, con una capacità di carico utile totale di 90 kg. Dopo il lancio, avvenuto con successo, si è verificato un guasto che ha compromesso lo svolgimento della missione, che consisteva il trasporto di un carico utile sulla Luna.
La massa del carico utile per la seconda missione pianificata (Mission Two) è limitata a 175 kg e la Mission Three e le missioni successive porterebbero l'intera capacità di carico utile di 265 kg.

### Lander Griffin
Il lander Griffin avrebbe dovuto trasportare nel novembre 2024 sulla superficie lunare il rover della NASA VIPER nella regione polare meridionale. VIPER avrebbe dovuto essere il carico utile principale (450 kg) e avrebbe dovuto indagare sulle regioni permanentemente in ombra dei crateri situati nel polo sud della Luna, in particolare per individuare potenziali depositi di ghiaccio d'acqua che potrebbero essere utilizzati come risorse per future missioni con equipaggio.
Nel marzo 2024, Astrobotic assunse diversi leader del settore per assistere al programma del lander Griffin dopo il fallimento di Peregrine. Tra la crescita dei costi e i ritardi nella prontezza del rover e del lander Griffin, il programma VIPER fu terminato nel luglio 2024 dalla NASA, con il rover che sarebbe stato smontato e i suoi strumenti e componenti riutilizzati per altre missioni lunari. L'agenzia prevede ancora di supportare il lander Griffin per arrivare sulla Luna nell'autunno del 2025, sebbene con un simulatore di massa al posto del rover VIPER. La NASA si aspetta che gli obiettivi primari di VIPER siano soddisfatti da una serie di altre missioni pianificate per i prossimi anni.

### CubeRover
CubeRover è una classe di piccoli rover con un formato standardizzato, pensato per accelerare il ritmo dell'esplorazione spaziale. L'idea è equivalente a quella del formato di successo CubeSat, con un'architettura standardizzata per assemblare nuove unità che saranno tutte compatibili, modulari e poco costose. Il concetto di questa classe di rover è stato sviluppato da Astrobotic Technology in collaborazione con l'Università Carnegie Mellon ed è in parte finanziato dalla NASA.